# Delegado Jacovós
José Aparecido Jacovós (Cianorte, 28 de outubro de 1963), também conhecido como Delegado Jacovós, é um delegado de polícia e político brasileiro, filiado ao Partido Liberal  (PL).

## Biografia
Jose Aparecido Jacovós nasceu em Cianorte e cursou direito na Universidade Estadual de Maringá (UEM). Foi eleito deputado estadual no Paraná em 2018, com o lema Segurança Pública sem conversa fiada.
Foi filiado ao Partido Social Democrático (PSD) e em 2018 se filiou ao Partido da República (PR), que passou a ser denominado Partido Liberal (PL).